# Dezvoltarea plantelor

## Reproducerea în lumea vie
Floarea cu fructul și sămînța asigură reproducerea plantelor. 
 Există o mare varietate de flori, deosebite prin mărime, formă, număr, tip, așezare pe tulpină și ramuri. Totuși, dincolo de această mare diversitate, florile se  aseamănă prin structură. Părțile componente ale unei flori sunt: peduncul floral, receptacolul, sepalele, petalele, staminele, pistilul.
Androceul cuprinde totalitatea staminelor dintr-o floare și reprezintă sexul mascul. Fiecare stamină este alcatuită din filament staminal și anteră, producătoare de polen. 
Ovarul este lărgit, voluminos și se află la baza gineceului. El conține ovulele.
Stilul este o prelungire a ovarului ce face legatura cu stigmatul, partea terminală responsabilă de captarea florii
Toate aceste componente ale florii sunt importante pentru dezvoltarea florii.Există două feluri de flori:flori complete-au toate părțile constitutive ex: (mărul, mușețelul) și flori incomplete-florile la care lipsesc unele componente ale structurii.
Florile la care lipsește pistilul și au doar stamine se numesc flori masculine, iar cele cu pistil și fără stamine flori feminine.
Înflorirea este determinată de anumiți factori: lumină, temperatură, fertilitatea solului.

## Polenizarea și reproducerea la plante
Polenizarea este procesul de transfer a polenului din anterele staminei pe stigmatul pistilului. Pentru realizarea ei cu succes, natura a creat soluții foarte ingenioase. Polenizarea este importantă pentru plante deoarece fără aceasta speciile nu s-ar putea reproduce. Polenizarea se clasifică în mai multe feluri: 
Autopolenizare – deseori polenizarea se petrece în aceeași floare, când polenul de pe stamine ajunge pe stigmatul aceleiași flori,sau pe  altă floare a aceleiași plante.
Polenizarea încrucișată-când polenul ajunge pe stigmatul unei flori diferite (care poate fi și pe aceeași plantă),
Polenizarea artificială-când polenizarea este efectuată de om, în scopul obținerii unor noi specii de plante sau pentru a completa polenizarea naturală.
Însă pentru ca floarea să producă fruct cu semințe,nu este suficientă polenizarea. Procesulde formare a fructelor și semințelor începe cu fuzionarea celulelor spermatice (gameți masculini) din  grăunciorul de polen cu oosfera (gamet feminin). Acest proces complex se numește fecundație.

## Formarea unei plante cu flori
La câteva zile după fecundație, florile (de cireș, de lalea, de mac) se ofilesc și se scutură. Orice plantă are un ciclu de viață, care începe atunci când sămânța germinează, progresează cu creșterea rădăcinilor, a tulpinei și în final a frunzelor, care o vor ajuta ulterior sa supraviețuiască. Germinația este procesul în care embrionul trece de la viața latentă la cea activă și se transformă în plantă.